# 米蘇拉
米蘇拉 （英語： i/mɪˈzuːlə/）是美國蒙大拿州西部的一個城市、米蘇拉縣縣治。面積61.9平方公里，2006年人口64,081人，是該州第二大城市。米苏拉县（Missoula County）是美国蒙大拿州西部的一个县，西南  邻爱达荷州。面积6,781平方公里。根据美国2000年人口普查，共有人口95,802。县治米苏拉（Missoula）。成立于1865年2月2日，是该州第一批成立的县之一。县名来自扁头族（Flathead，操萨利什语的印第安部落）的“m-i-sul-e-etiku”，意思是“令人恐惧或者伏击的地方”，指的是地狱门峡谷—他们在那里有时会被黑脚族（Blackfeet）袭击。

## 教育機構
蒙大拿大學位於本市。
- - 蒙大拿大学孔子学院

## 姐妹城市
- 德国內卡格明德
- 新西兰北帕莫斯頓